# Nazwa fizjograficzna
Nazwy fizjograficzne (inaczej: nazwy terenowe, nazwy geograficzne) – nazwy obiektów znajdujących się na określonym terenie lub w przestrzeni. Główną motywacją nazw fizjograficznych jest wyróżnienie się czymś nazywanych obiektów, np. funkcjonalnością (np. służą do orientacji w terenie), atrakcyjnością czy znaczeniem gospodarczym (użyteczne w jakiś sposób). Należy zauważyć, że nie nadawano nazw obiektom, które w oczach osób zamieszkujących dany teren w danym czasie nie miały żadnej wartości, były bezużyteczne, np. szczyty górskie, czy skały zostały nazwane dużo później niż doliny, łąki itp.
Do nazw fizjograficznych zalicza się przede wszystkim nazwy osiedli ludzkich (nazwy miejscowe), nazwy rzek (hydronimy), gór (oronimy), jaskiń (speleonimy), lasów (drimonimy) itp.